# Os Últimos Dias
Os Últimos Dias (2011) é um filme português de curta-metragem, realizado por Francisco Manuel Sousa, e produzido no âmbito da unidade curricular de Projecto Final, da licenciatura em Cinema da Universidade da Beira Interior, com o apoio financeiro do ICA.

## Sinopse
Luísa é uma adolescente deprimida, negativa, insatisfeita com a sua relação com os pais, com a escola, com a amiga – no fundo, com as pessoas em geral. A única pessoa que parece entender a sua angústia é Filipe, rapaz que conhece apenas virtualmente. Um dia, é apanhada a fumar na escola, situação que deixa os pais à beira de um ataque de nervos. Para Luísa, este episódio é a gota de água que faz transbordar toda a sua revolta interior, e aceitar o convite de Filipe para fugirem juntos. Vive, então, os últimos dias de uma vida que não quer, arquitectando uma alucinada e violenta despedida. Mas, afinal, Filipe não é quem parece ser…

## Ficha artística
- Joana Belo... Luísa
- Helena Prata...  Ana
- Paulo Matos... Pai
- Sónia Botelho...  Mãe
- Maria José Pascoal... Directora
- Elisa Lisboa... Dª Mena

## Festivais e prémios
- FARCUME – Festival de Curtas-Metragens de Faro (Portugal, 2011): Menção Honrosa[1]
- UBICINEMA (Portugal, 2011): Prémio do Júri e Prémio Revelação (Joana Belo)
- Lisbon & Estoril Film Festival – Encontro das Escolas de Cinema Europeias (Portugal, 2011): Em Competição
- Festival de Cinema Digital de Odemira – Prémio Universidades (Portugal, 2011): Em Competição[2]
- LABJOVEM – Concurso de Jovens Criadores dos Açores (Portugal, 2012): Em Competição[3]
- Brevemente – Concurso de Audiovisual e Publicidade (Portugal, 2012): Em Competição[4]
- Indiedemand (Online, 2012): Em Competição
- Once a Week Online Film Festival (Online, 2012): Prémio do Público[5]
- Festival de Cinema Curtas do Parque (Portugal, 2012): Em Competição
- CinEuphoria Prémios 2013 (Portugal, 2013): Vencedor – Competição Nacional: Melhor Actriz em Curta-Metragem (Joana Belo); Competição Internacional: Melhor Actriz em Curta-Metragem (Joana Belo);  Nomeado – Competição Nacional: Melhor Filme, Melhor Actriz (Joana Belo), Melhor Realizador, Melhor Curta-Metragem, Melhor Realizador de Curta-Metragem, Melhor Montagem e Melhor Cartaz; Competição Internacional: Melhor Curta-Metragem